# Friedrich Schlotterbeck
Friedrich Schlotterbeck (Reutlingen, 1909. január 6. – Buch, 1979. április 7.) német politikus, szerző és író. 1927-ben lépett be a KPD-be. A második világháború alatt az ellenállás helyi vezetője volt, elfogása után több koncentrációs táborban is fogva tartották, szinte teljes családját kivégezték, végül Svájcba menekült. 1948-tól az NDK-ban élt, alkotott, politizált.